# Бели (Бологовский район)
Бели — деревня в Бологовском районе Тверской области, расположенная у озера Долгого, недалеко от реки Мсты.
Соседние деревни — Апаничено, Холщебинка, Борок.

## История
В советское время в деревне работали хлебопекарня, коровник, магазин. В 1990 году постоянно проживали 8 человек, на лето приезжало до тридцати дачников. С 2002 года в деревне нет постоянных жителей. В 2004—2006 годах деревня сильно пострадала от пожаров. По состоянию на лето 2008 года в деревне сохранилось 9 ветхих домов, в некоторые из которых летом приезжают дачники, в их числе и заслуженная артистка России Марина Капуро.